# Puig Castellar
Puig Castellar est un site archéologique de l'Âge du fer situé à Santa Coloma de Gramenet (comarque de Barcelonès), dans la province de Barcelone, en Catalogne, en Espagne,. Il a été habité par la tribu ibère des Laietans entre les VIe et IIIe siècles av. J.-C.. Abandonné entre les IIIe et IIe siècles av. J.-C., il reste l'un des villages ibériques les mieux conservés de la province. Le site est ouvert au public.

## Situation

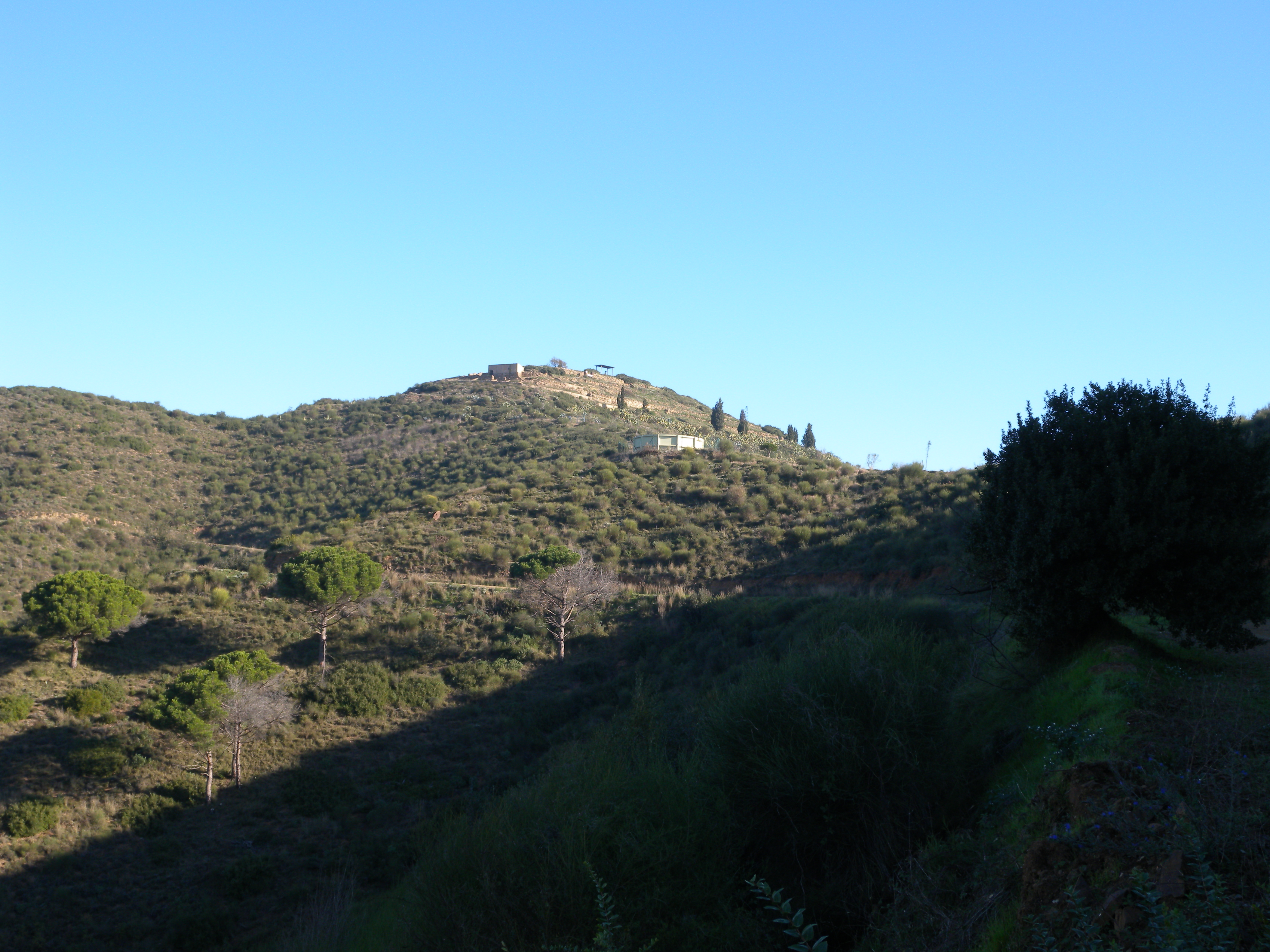
Colline de Puig Castellar

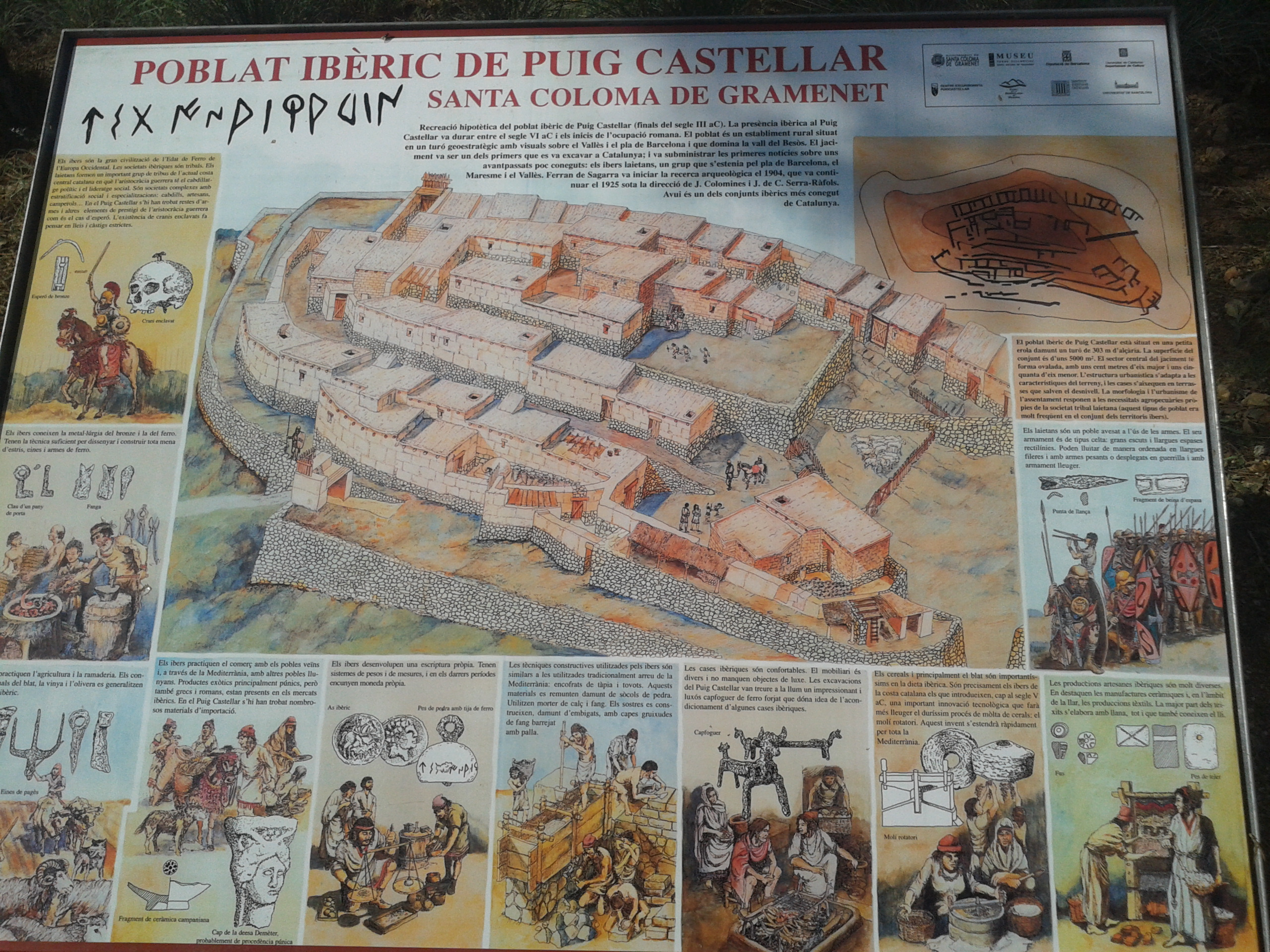
Plan du village de Puig Castellar

Puig Castellar, également connu sous le nom de Turó del Pollo, est une colline de 303 m d'altitude située entre les communes de Santa Coloma de Gramenet et Montcada i Reixac. Cette colline servait d'amer aux pêcheurs de Badalone. Le village ibérique éponyme a été édifié à son sommet.

## Fouilles
Puig Castellar a été découvert entre 1904 et 1905 par Ferran de Sagarra i de Siscar (ca), un habitant de Santa Coloma de Gramenet qui possédait le terrain sur lequel se trouve le site. En 1917, Ferran Sagarra céda le terrain à l'Institut d'Estudis Catalans et, de 1922 à 1925, ils se consacrèrent aux fouilles dans la partie nord du village.
De 1954 à 1958, le Centre d'excursions de Puig Castellar conduisit plusieurs campagnes de fouilles, au cours desquelles trois découvertes très importantes furent réalisées : un chenet en fer forgé, une tête en terre cuite de la déesse de la fertilité Tanit et un crâne cloué, apparemment issu de la tradition celtique de conservation de la tête des ennemis vaincus.

## Description
Le village s'étend sur une superficie d'environ 5 000 m2. Le tracé urbain suit une structure elliptique, avec trois rues longitudinales bordant plus de trente maisons, qui pouvaient accueillir un peu plus de trois cents habitants. Ils étaient agriculteurs ou éleveurs et, pour certains, forgerons ou tisserands. Toutes les maisons n'étaient pas à la même altitude dans le village ; plus une habitation était élevée, plus ses habitants étaient importants dans la société. La zone la plus haute du village était celle destinée aux bâtiments les plus importants.

## Conservation
Les vestiges archéologiques trouvés sur le site sont conservés au Musée d'archéologie de Catalogne, à Barcelone, et au Museu Torre Balldovina (ca) de Santa Coloma de Gramenet.

## Protection
Le site de Puig Castellar a été déclaré Bien d'intérêt culturel et Bien culturel d'intérêt national en 2024.

## Visite
Le site de Puig Castellar peut être visité librement et gratuitement. Des panneaux explicatifs facilitent la visite, au cours de laquelle on peut entre autres voir une maison reconstituée avec un moulin à l'intérieur. Puig Castellar fait partie de la Route des Ibères.

## Galerie

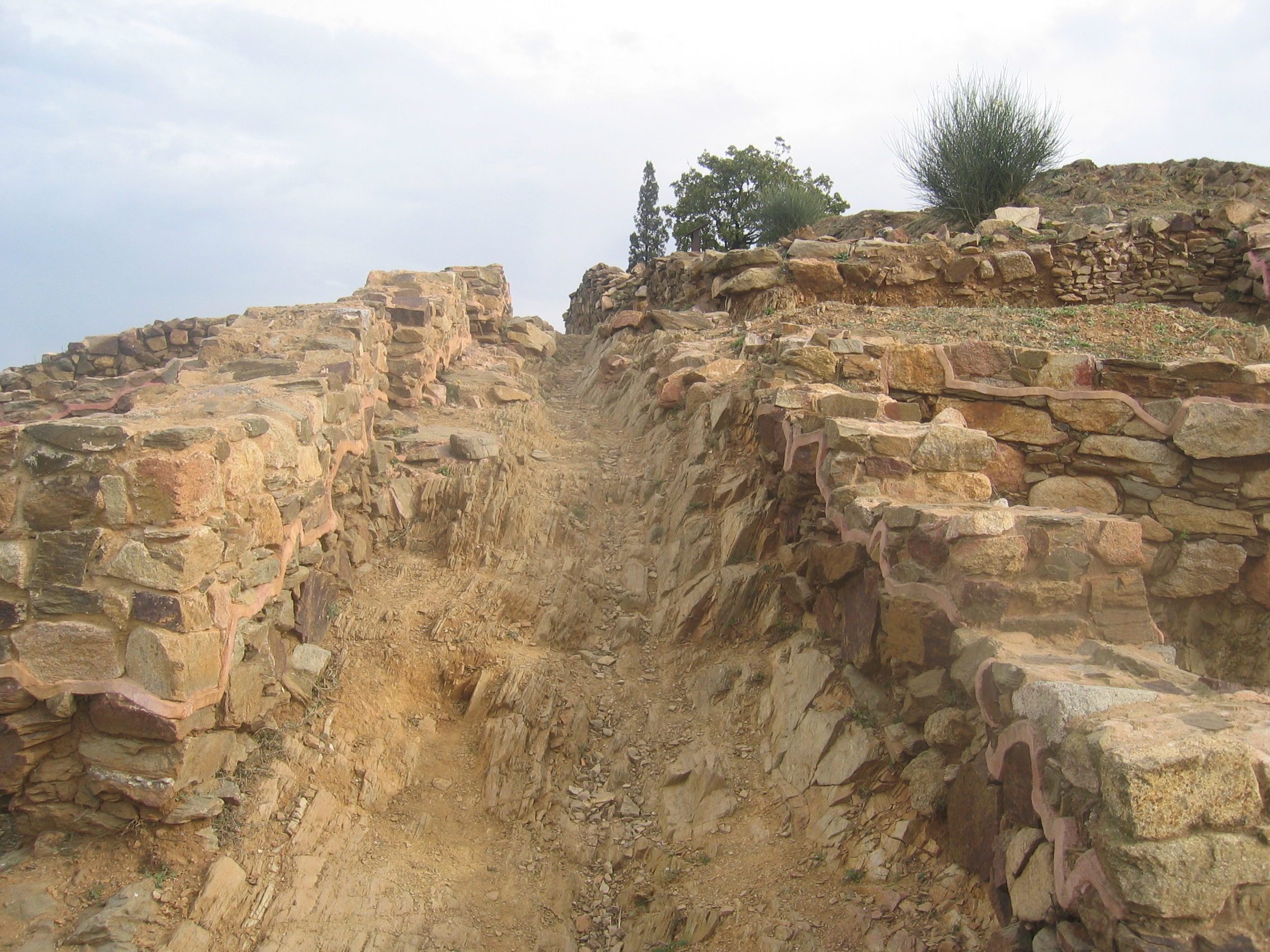
Détail des fouilles
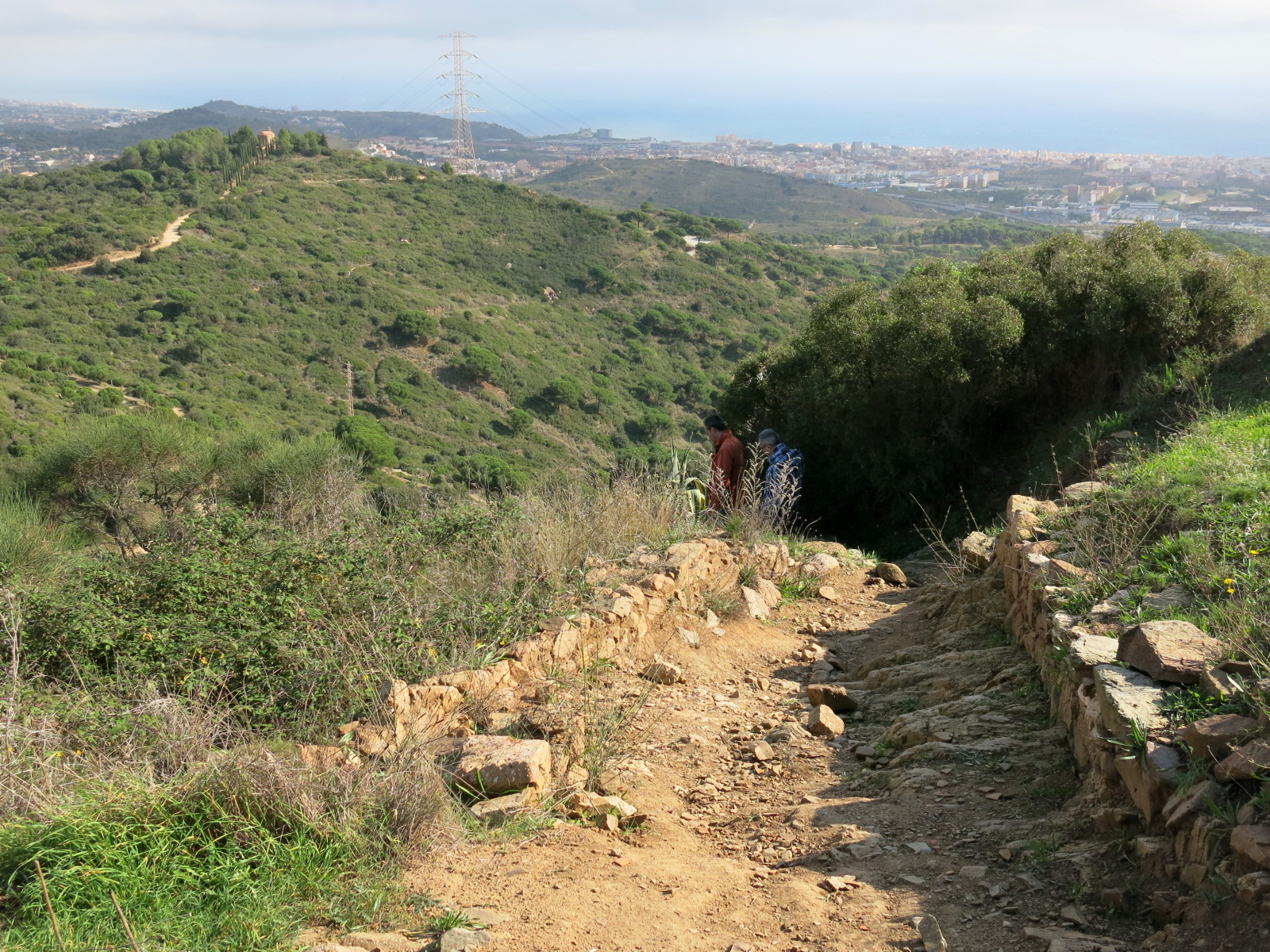
Chemin de ronde
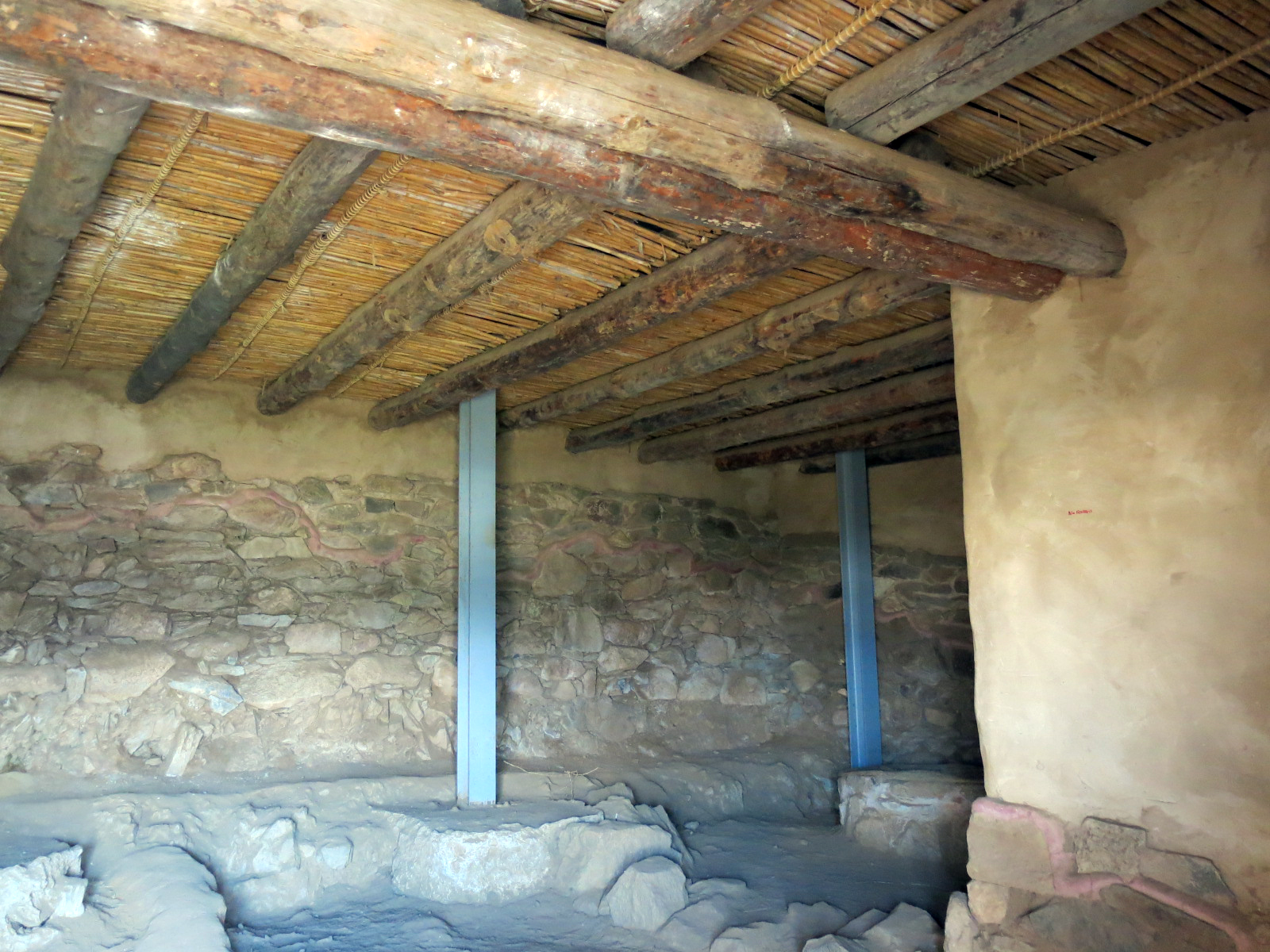
Reconstitution d'une des maisons
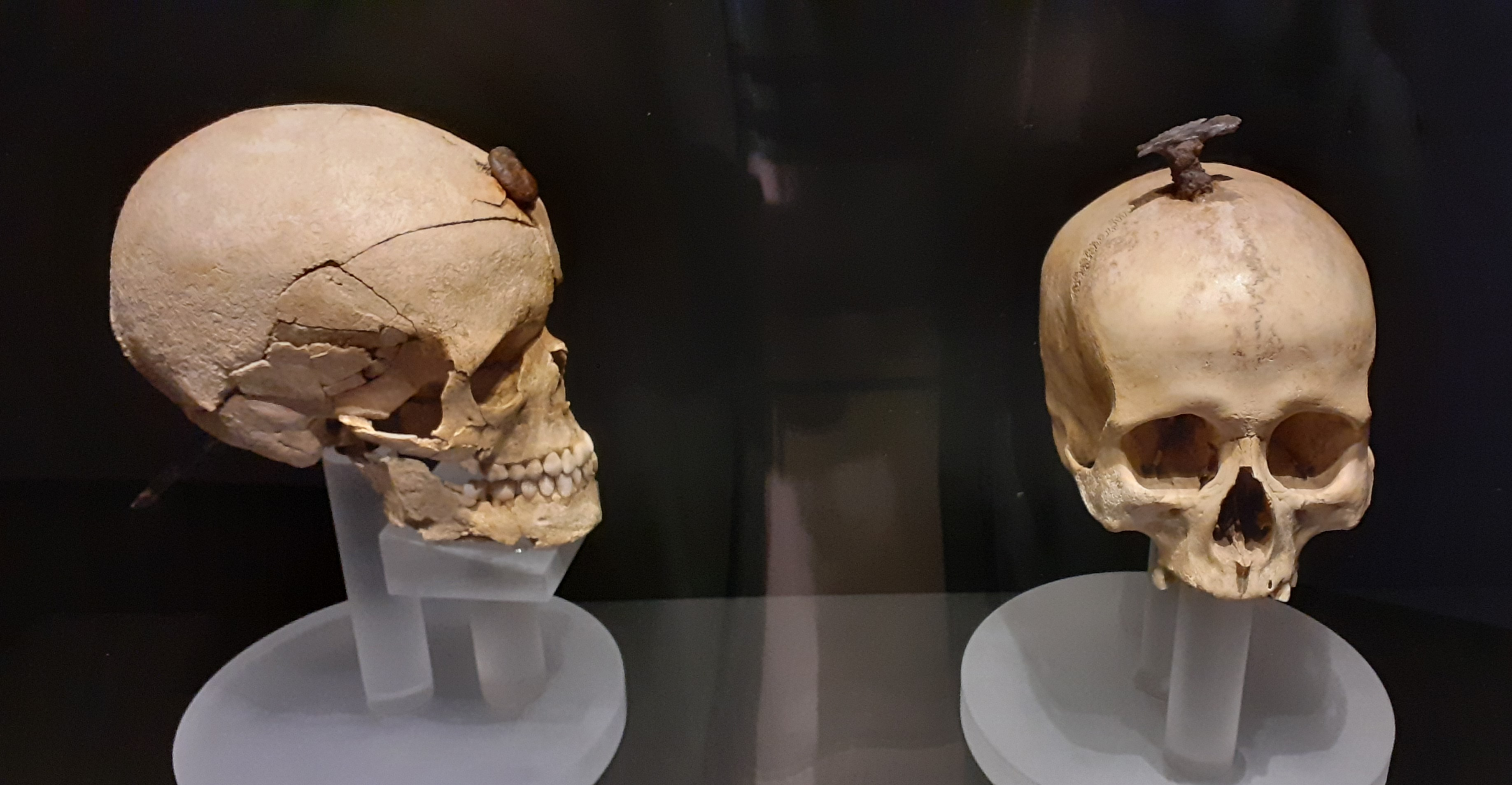
Crânes percés d'un clou